# Miladojka youneed
Miladojka youneed  was een Sloveense (tijdens de oprichting nog Joegoslavië) punk-jazz-funkband die actief was van 1985 tot 1998. 

## Leden[1]

### In laatste bezetting
- Miroslav Lovrič - basgitaar, zang
- Mario Marolt - tenor saxofoon, klarinet, piano
- Urban Urbanija - alt saxofoon, bariton saxofoon
- Roman Ratej - slagwerk

### Voormalige leden
- Kristijan Cavazza - gitaar
- Boris Romih
- Danijel Dadi Kašnar - slagwerk
- Igor Ožbolt - basgitaar
- Jožef Sečnik - basgitaar
- Nenad Krsmanovič - gitaar

## Discografie

### Albums
- Miladojka Youneed (cassette, 1986)
- Ghastly Beyond Belief (1987[2])
- Bloodylon (1990[3])
- Liberta Bloo (1993)
- Live (1995)
- Shizophonik (1998)